# Brangues
Brangues ist eine französische Gemeinde mit 620 Einwohnern (Stand: 1. Januar 2022) im Département Isère in der Region Auvergne-Rhône-Alpes. Sie gehört zum Arrondissement La Tour-du-Pin und ist Teil des Kantons Morestel. Die Einwohner werden Brangariots genannt.

## Geografie
Brangues liegt etwa 55 Kilometer ostsüdöstlich von Lyon an der Rhône. Umgeben wird Brangues von den Nachbargemeinden
- Lhuis im Norden,
- Groslée-Saint-Benoît mit Groslée im Nordosten und Saint-Benoît im Osten,
- Le Bouchage im Süden,
- Saint-Victor-de-Morestel im Westen.

## Bevölkerungsentwicklung
| Jahr                       | 1962 | 1968 | 1975 | 1982 | 1990 | 1999 | 2006 | 2013 |
| -------------------------- | ---- | ---- | ---- | ---- | ---- | ---- | ---- | ---- |
| Einwohner                  | 395  | 363  | 348  | 369  | 388  | 469  | 566  | 604  |
| Quellen: Cassini und INSEE |      |      |      |      |      |      |      |      |

## Sehenswürdigkeiten
- Kirche von Brangues, 1847 erbaut
- Schloss Brangues aus dem 14. Jahrhundert, im 17. Jahrhundert umgebaut, Monument historique seit 1964
- Brücke nach Groslée

## Weblinks

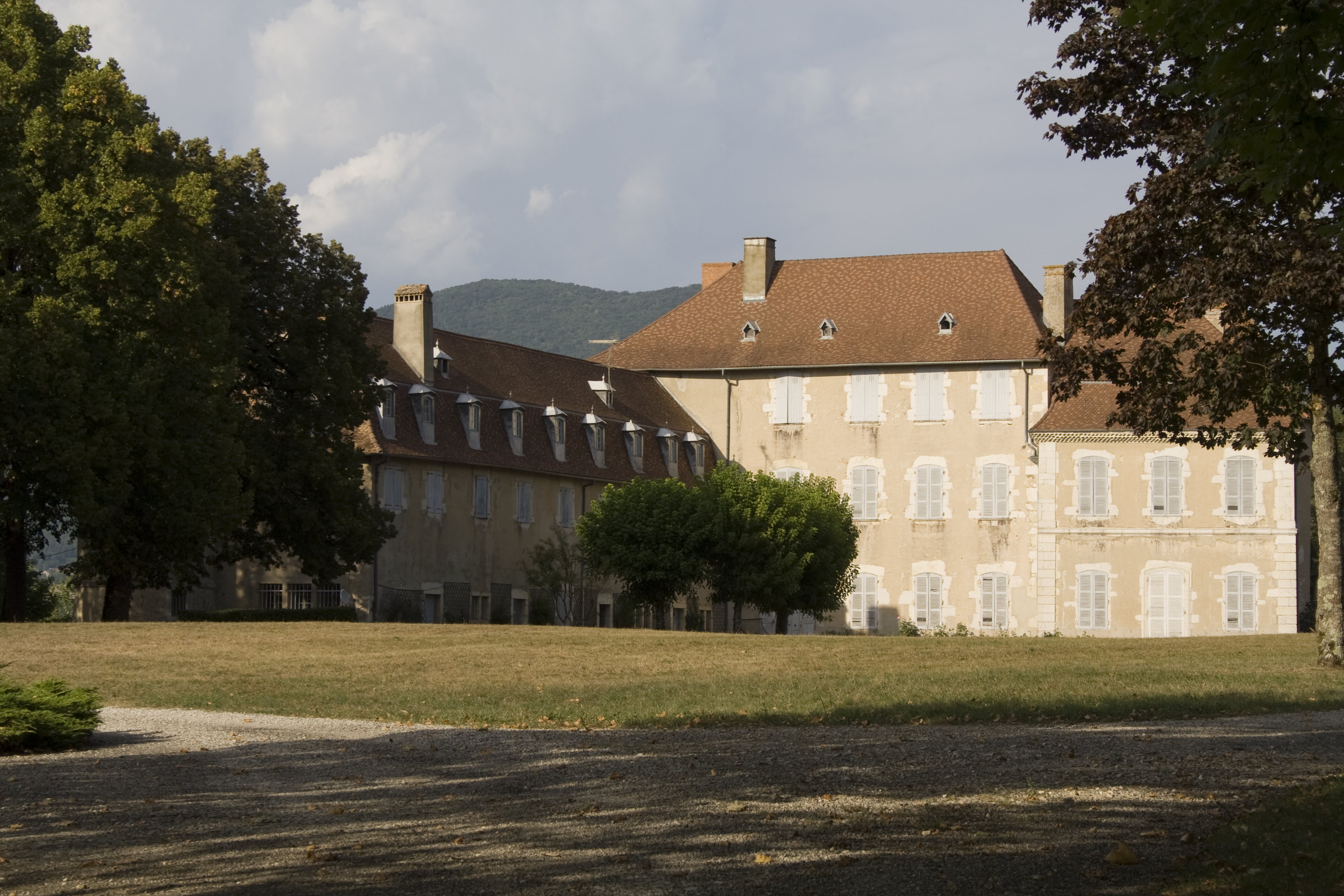
Schloss Brangues